# Taťána Kocembová

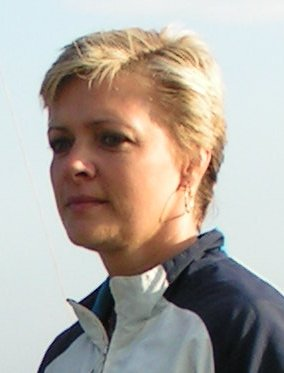
Taťána Kocembová (2006)

Taťána Kocembová (nach Heirat Slaninová; * 2. Mai 1962 in Ostrava) ist eine ehemalige tschechoslowakische Sprinterin. Sie wurde 1983 Vizeweltmeisterin im 400-Meter-Lauf und in der 4-mal-400-Meter-Staffel.

## Leben
Nachdem sie 1981 Meisterin der Tschechoslowakei im 400-Meter-Lauf geworden war, nahm sie bei den Halleneuropameisterschaften 1982 in Mailand an ihrer ersten großen Meisterschaft teil. In 51,62 Sekunden lag sie als Vierte 0,05 Sekunden hinter Gaby Bußmann, die Bronze gewann. Im Freien gewann sie 1982 bei der Landesmeisterschaft im 100-Meter-Lauf und im 200-Meter-Lauf. Bei den Europameisterschaften 1982 in Athen trat sie im 400-Meter-Lauf an und gewann Bronze in 50,55 Sekunden mit 2,4 Sekunden Rückstand auf die Weltrekord laufende Marita Koch und 1,7 Sekunden Rückstand auf Jarmila Kratochvílová. In der 4-mal-400-Meter-Staffel lief sie an dritter Position hinter Věra Tylová und Milena Matějkovičová; sie selbst übergab an Kratochvílová, die nach 3:22,17 Minuten Silber hinter der Staffel aus der DDR sicherte.
1983 wurde Taťána Kocembová erneut Landesmeisterin über 200 Meter. Bei den Weltmeisterschaften  1983 in Helsinki trat sie erneut über 400 Meter an. Kratochvilová gewann mit der Weltrekordzeit von 47,99 Sekunden vor Kocembová, die in 48,59 Sekunden persönliche Bestzeit lief. In der Staffel lief sie an, übergab an Matějkovičová, es folgten Zuzana Moravčíková und Kratochvilová. Dieses Quartett konnte den Abstand auf die DDR von drei Sekunden in Athen auf 0,6 Sekunden senken und gewann erneut Silber.
Bei den Halleneuropameisterschaften 1984 in Göteborg siegte Kocembová in 49,97 Sekunden. In der Freiluftsaison 1984 gewann sie erneut die Landesmeisterschaft über 200 Meter. Auf der 400-Meter-Strecke konnte sie erstmals Kratochvilová besiegen, ihre Jahresbestzeit waren 48,73 Sekunden gelaufen in Prag. An den Olympischen Spielen in Los Angeles konnte sie nicht teilnehmen, da sich die ČSSR dem Olympiaboykott der Sowjetunion anschloss. 1985 gewann sie den Landesmeistertitel über 100 Meter. 1986 wurde sie bei den Halleneuropameisterschaften in Madrid in 53,16 Sekunden Vierte über 400 Meter, im Freien wurde sie noch einmal Meisterin der ČSSR über 200 Meter.
Nach ihrer Heirat und der Geburt ihrer Tochter 1987 trat sie 1989 als Taťána Slaninová bei den Halleneuropameisterschaften in Den Haag an und wurde in 54,16 Sekunden Fünfte.
Bei einer Körpergröße von 1,69 m betrug ihr Wettkampfgewicht 55 kg.

## Bestzeiten
- 100 m: 11,31 s, 3. September 1983, Prag
- 200 m: 22,47 s, 8. Juli 1984, Barcelona
- 400 m: 48,59 s, 10. August 1983, Helsinki